# Гражданская война между централистами и федералистами
Гражданская война между централистами и федералистами (исп. Guerra civil entre centralistas y federalistas) — первая гражданская война в истории Колумбии.

## Предыстория
В 1810 году начались революционные события в испанском вице-королевстве Новая Гранада; территории одна за другой объявляли о неподчинении Регентскому совету Испании и Индий. При этом многие местные хунты не желали подчиняться бывшей столице вице-королевства. В декабре 1810 года состоялся съезд представителей повстанцев, но так как на съезд собрались представители лишь шести провинций (Антьокия, Картахена, Касанаре, Памплона, Тунха и Попаян), то он не смог выработать конституции.
27 ноября 1811 года в Тунхе состоялся второй съезд, на котором представители провинций Антьокия, Картахена, Нейва, Памплона и Тунха подписали Акт о Федерации Соединённых Провинций Новой Гранады. Акт провозглашал автономию, суверенитет и равенство провинций. «Федералистам» противостояли «централисты» из провинций Богота (Кундинамарка) и Чоко, отстаивавшие концепцию сильной централизованной власти, они не стали подписывать Акт. Провинция Кундинамарка отозвала своих представителей; впоследствии она провозгласила независимость. Часть провинций Новой Гранады осталась верной Испании.
В 1811 году Кундинамарка аннексировала провинцию Марикита и часть провинции Нейва, что привело к росту напряжённости в отношениях между Кундинамаркой и прочими провинциями. Отношения обострялись весь 1812 год, и в декабре начались боевые действия. Нариньо решил захватить Тунху с силами в 1500 человек.

## Ход событий
2 декабря 1812 года войска «федералистов» численностью более 3000 человек из провинции Тунха под командованием Антонио Барайа одержали победу при Вентакемаде и после этого двинулись на Санта-Фе-де-Боготу. 9 января 1813 года войска Кундинамарки (1000-1500 солдат) под командованием Антонио Нариньо разбили «федералистов» при Сан-Викторино под Боготой, после чего война мгновенно закончилась, поскольку обе стороны согласились объединить силы против общего врага — армий роялистов. Нариньо возглавил кампанию против роялистов юга, контролировавших провинции Пасто и Попаян. После нескольких побед его армия терпит поражение в битве при Пасто-Эхидос, и он попадает в плен к испанскому губернатору Кито Мельчору Аймериху.
Федералисты воспользовались отсутствием Нариньо и слабостью Кундинамарки и продолжили войну. 12 декабря 1814 года венесуэльский офицер Симон Боливар, следуя приказу Конгресса, взял Сантафе во имя провинции Тунха и федерализма и разгромил централистов Кундинамарки. Кундинамарка вошла в состав Соединённых Провинций Новой Гранады.

## Итоги и последствия
Разобщённость провинций и внутренние конфликты привели к тому, что они не смогли подготовиться к отражению внешней агрессии, и год спустя были завоёваны испанцами.